# 珍島犬
珍島犬（ちんとうけん、朝鮮語：진돗개、英語：Jindo dog、Korean Jindo dog）は、韓国原産の犬種の一つである。朝鮮語ではチンドッケ（진돗개）という。1962年12月3日、韓国の天然記念物第53号に指定された。

## 概要
起源についての文章による記録が存在しないが、少なくとも朝鮮半島南西に位置する珍島に数世紀にわたって存在している。13世紀のモンゴルの高麗侵攻の際に持ち込まれた犬と先住犬の交配により生まれたと考えられている。高麗王は降伏したが、兵の一部は珍島まで戦い続けた。兵士の犬は輸送が困難な珍島の環境で隔離された。
犬食文化のある国で純血種の犬が生き残るのは稀であり、そういった意味で珍島犬は奇跡の犬といえる。これは珍島という隔絶した環境であったことから、純血種として生き残ることができたと考えられる。
京城帝国大学の森為三が珍島を調査した際には犬肉としてのみ利用されていた。森はこの珍島犬を救って、軍犬や猟犬、番犬として真価を発揮させようと、秋田犬や四国犬と同様に天然記念物の指定保存犬にすべく各方面と交渉した。
1980年代頃にアメリカ合衆国に韓国からの移民と共に何頭か持ち込まれて純血種として定着した。2002年にザ・ケネルクラブに登録するためにイギリスへ送られ、遺伝子検査などの固有品種審査を受けて2005年に登録が認められた。
秋田犬やチャウ・チャウなど他犬種との交雑が進んでいることが懸念され、その血統が問題視されている。

## 歴史
- 1937年 - 京城帝国大学の森為三が珍島に純朝鮮産の良犬がいると聞き入れて調査して発見[4]。朝鮮固有の犬として「朝鮮宝物古蹟名勝天然記念物委員会」に報告。この時初めて珍島犬と活字化され以後、珍島犬と呼ばれる事となる。
- 1938年 - 朝鮮総督府学務局によって犬研究方針が敷かれ、朝鮮宝物古蹟名勝天然記念物第53号天然記念物に指定される。
- 1952年 - 李承晩大統領の指示で珍島犬保護法が制定される。
- 1962年 - 「朝鮮宝物古蹟名勝天然記念物委員会」が廃止になり、代わりに「文化財保護法」（法律第961号）が新しく制定され、珍島犬は天然記念物第53号に指定される。
- 1967年 - 韓国珍島犬保護育成法が制定。
- 2000年 - 南北首脳会談に当たり、韓国の金大中大統領から北朝鮮の金正日総書記へ、2頭の珍島犬が贈呈される。同じく2頭の豊山犬と交換であった[8][9]。
- 2025年 - ザ・ケネルクラブに登録[6]。

## 特徴
- 中型犬
- 三角形で小さな立ち耳[10]。

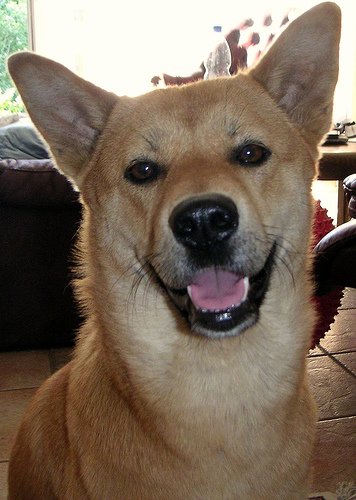
顔

- 目尻が吊りあがった、アーモンド型の小さな目。色は暗褐色。
- クルッと巻いた巻き尾あるいは半円形の差し尾[1][10]。
- 硬く長い毛と、柔らかく短い毛の二重構造の被毛（ダブルコート）。色は赤、白、黒、黒褐、狼灰、虎毛のいずれか[1]。
- 飼い主に忠実。反面、他人には馴れにくい[3]。
- 寒さに強い。
- 体高　オス50〜55cm、メス45〜50cm[1]
- 体重　オス18〜23kg、メス15〜19kg[1]

## 飼育上の注意
- 運動は1日2回、それぞれ30分程度必要である。

## その他
- 韓国では対間諜侵入作戦や局地挑発に備えるための珍島犬警報が存在する[11]。武装ゲリラが侵入した際の非常警報のレベルを「珍島犬1」というように表示している[7][12]。

- 元サッカー大韓民国代表監督の許丁茂は、現役当時「珍島犬」という愛称が付けられた。許の出身地も珍島である[13]。
- 秋田犬は珍島犬と似た犬種であるが、韓国動物保護研究会は秋田犬は珍島犬が現地化したものと主張している[14]。しかし、遺伝子研究よれば珍島犬と秋田犬は遺伝的に異なることが証明されている[15]。